# Punteret
Joaquín Sans y Almenar dit « Punteret », né à Xàtiva (Espagne, province de Valence) le 10 octobre 1853, mort à Montevideo (Uruguay) le 28 février 1888, était un matador espagnol.

## Présentation
Il se présente à Madrid comme novillero le 9 janvier 1881 puis se fait banderillero dans la cuadrilla de Ángel Pastor. Le 3 janvier 1886, à Séville (Espagne), il prend une première alternative avec comme parrain, Luis Mazzantini et comme témoin « El Espartero », face à des taureaux de la ganadería de Saltillo. Le 23 mai 1886, à Valence, il prend une seconde alternative avec comme parrain « Lagartijo ». Il confirme cette alternative à Madrid le 10 octobre de la même année avec comme parrain « Frascuelo ».
Le 26 février 1888, dans les arènes de Montevideo, lors de la pose des banderilles, il est gravement blessé par le taureau « Cocinero » de la ganadería de Don Felipe Victoria. Il meurt à Montevideo le surlendemain.